# Biofísica

La Kinesina utiliza dinámica de dominios de proteínas a nanoescalas para "caminar" a lo largo de un microtúbulo.

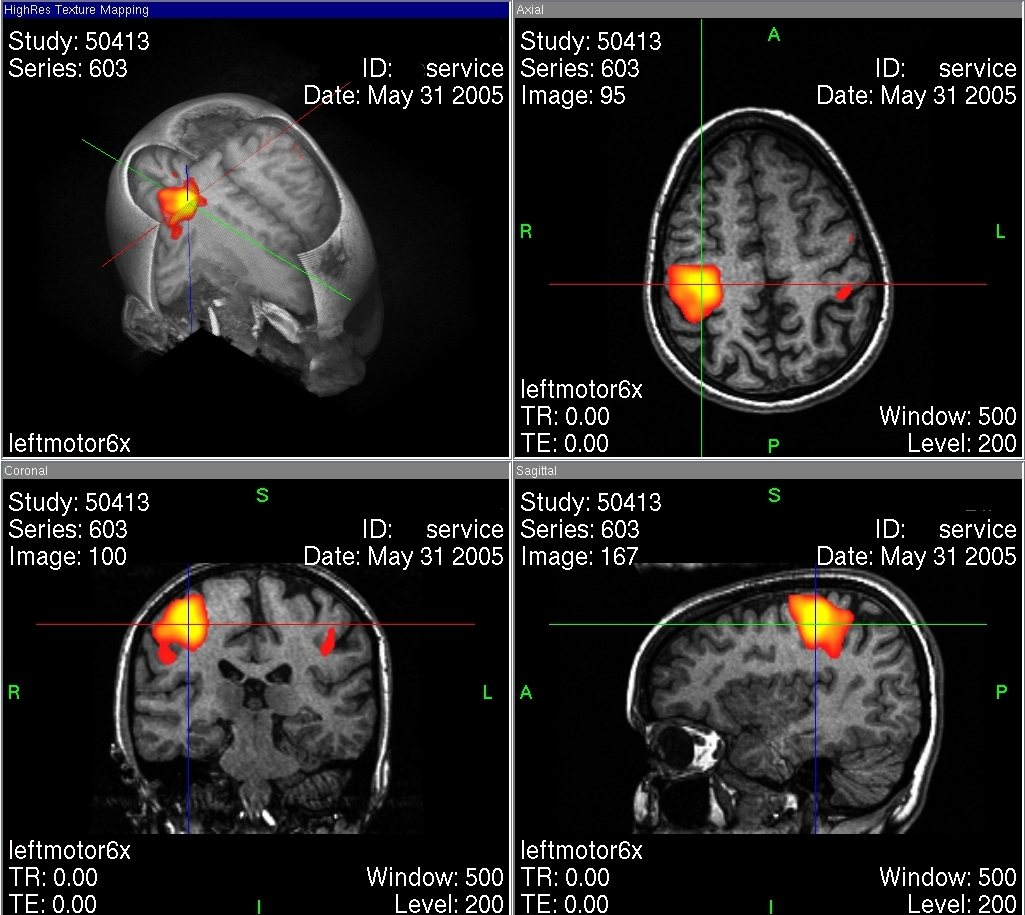
La biofísica podría describir físicamente lo que ocurre en nuestro cerebro.

La biofísica es la ciencia que estudia la biología con los principios y métodos de la física para describir los fenómenos físicos del actuar de las células y organismos vivos. Incluye la biomecánica, el bioelectromagnetismo, así como la aplicación de la termodinámica y otras disciplinas a la comprensión del funcionamiento de los sistemas biológicos. Un intento reciente incluye la aplicación de mecánica cuántica y su carácter probabilístico de los sistemas biológicos, lo que permite obtener métodos puramente físicos para la explicación de propiedades biológicas.
Se discute si la biofísica es una rama de la física, de la biología o de ambas. Se puede decir que el intercambio de conocimientos es únicamente en dirección a la biología, ya que esta se ha ido enriqueciendo de los conceptos físicos y no viceversa. Desde un punto de vista se puede concebir que los conocimientos y enfoques acumulados en la física «pura» se pueden aplicar al estudio de sistemas biológicos. En ese caso la biofísica le aporta conocimientos a la biología, pero no a la física. Sin embargo, la biofísica ofrece a la física evidencia experimental que permite corroborar teorías. Ejemplos en ese sentido son la física de la audición, la biomecánica, los motores moleculares, comunicación molecular, entre otros campos de la biología abordada por la física. La biomecánica, por ejemplo, consiste en la aplicación de conceptos de la dinámica clásica y la mecánica de sólidos deformables al comportamiento cinemático, dinámico y estructural de las diferentes partes del cuerpo.
El término biofísica fue introducido originalmente por Karl Pearson en 1892. El término biofísica también se utiliza regularmente en el ámbito académico para indicar el estudio de las cantidades físicas (por ejemplo, corriente eléctrica, temperatura, estrés, entropía) en los sistemas biológicos. Otras ciencias biológicas también investigan las propiedades biofísicas de los organismos vivos, como la biología molecular, la biología celular, la biología química y la bioquímica.
Se estima que durante los inicios del siglo XXI, la confluencia de físicos, biólogos y químicos a los mismos laboratorios aumentará. Los estudios en neurociencia, por ejemplo, han aumentado y cada vez han tenido mayores frutos desde que se comenzó a implementar las leyes del electromagnetismo, la óptica y la física molecular al estudio de las neuronas.
Otros estudios consideran que existen ramas de la física que se deben desarrollar a profundidad como problemas físicos específicamente relacionados con la materia viviente. Así, por ejemplo, los polímeros biológicos (como las proteínas) no son lo suficientemente grandes como para poderlos tratar como un sistema mecánico, a la vez que no son lo suficientemente pequeños como para tratarlos como moléculas simples en solución. Los cambios energéticos que ocurren durante una reacción química catalizada por una enzima, o fenómenos como el acoplamiento químico-osmótico parecen requerir más de un enfoque físico teórico profundo que de una evaluación biológica.
Entre esos dos extremos aparecen problemas como la generación y propagación del impulso nervioso donde se requiere un pensamiento biológico, más un pensamiento físico así como algo cualitativamente nuevo que aparece con la visión integradora del problema.
Una subdisciplina de la biofísica es la dinámica molecular, que intenta explicar las propiedades químicas de las biomoléculas a través de su estructura y sus propiedades dinámicas y de equilibrio.

## Áreas de la biofísica

### Biomecánica
La biomecánica es el estudio de la estructura, función, movimiento y comportamiento mecánico de los sistemas biológicos, utilizando los métodos de la mecánica. Más concretamente, esta disciplina tiene por objeto el estudio de las estructuras de carácter mecánico que existen en los seres vivos, fundamentalmente del cuerpo humano. Esta área de conocimiento se apoya en diversas ciencias biomédicas, utilizando los conocimientos de la mecánica, la ingeniería, la anatomía, la fisiología y otras disciplinas, para estudiar el comportamiento del cuerpo humano y resolver los problemas derivados de las diversas condiciones a las que puede verse sometido.

### Bioacústica
La bioacústica es una ciencia multidisciplinaria que combina la biología y la acústica. Usualmente se refiere a la investigación de la producción del sonido, su dispersión a través de un medio y su recepción en animales (incluyendo los humanos). Esto envuelve el énfasis neurofisiológico y anatómico de la producción y detección del sonido y la relación de las señales acústicas con el medio en el que se transmiten. Estos hallazgos han dado evidencia acerca del diseño inteligente de los mecanismos acústicos y de alguna manera de los animales que los utilizan.
En la acústica marina este término también es utilizado para nombrar el efecto de plantas y animales en la propagación del sonido bajo el agua, usualmente se refieren al uso del sonar para la estimación de biomasas

### Motores moleculares
Los motores moleculares son aquellos en los que los movimientos individuales de unas pocas moléculas son responsables de la conversión de una forma de energía (principalmente química) en trabajo. En la naturaleza, están en el origen de todos los movimientos de los seres vivos. También serían componentes importantes de eventuales nanomáquinas. Los primeros elementos de la descripción de estos procesos son recientes y debidos al equipo del profesor Jacques Prost en el Instituto Curie. Estos movimientos implican a la física de las transiciones de fase y los sistemas dinámicos.

### Dinámica proteica

Un ribosoma es una máquina biológica que utiliza la dinámica de las proteínas.

Estudio de movimientos moleculares de proteínas relacionados con su estructura, plegamiento o función.

### Comunicación molecular
La transmisión y recepción de información por medio de las moléculas.

## Aspectos teóricos
La biofísica pretende explicar los fenómenos biológicos mediante las mismas leyes que se aplican al resto del mundo. En este sentido, es la descendiente directa de la fisiología de principios del siglo XX. Como ocurre con muchos otros sistemas complejos (plasmas, superconductores...), los biofísicos tratan de desarrollar teorías adaptadas a los fenómenos típicos del mundo vivo. En muchos casos, esas teorías ponen de relieve ciertos puntos comunes entre observaciones "a priori" muy diferentes y abren nuevas perspectivas. Los organismos vivos figuran entre los sistemas físicos más complejos y variados de que disponemos. Sin embargo, existe una notable unidad a nivel celular, ya puesta de manifiesto por las primeras observaciones de células al microscopio (Schleiden 1838, Schwann 1840, Virchow 1855). Uno de los principales ejemplos de universalidad en la descripción física y matemática de los procesos biológicos es la teoría de la reacción-difusión desarrollada por Turing en 1952 para explicar la formación ex nihilo de patrones como rayas o lunares en el pelaje de los animales durante su desarrollo. Esta teoría, que sigue siendo objeto de intensas investigaciones en biología del desarrollo, también puede aplicarse para describir procesos químicos, ecológicos o geológicos.
El descubrimiento paulatino de la unidad de los procesos físicos implicados en todas las células vivas ha sido uno de los principales motores del desarrollo de la biofísica. Los físicos tratan de explicar la esencia de las observaciones proponiendo teorías sintéticas. Los mayores éxitos se logran cuando varias observaciones en contextos diferentes, en organismos distintos, se vinculan a una misma explicación física.

## Historia
Los estudios de Luigi Galvani (1737-1798) sentaron las bases del posterior campo de la biofísica. Algunos de los primeros estudios en biofísica fueron realizados en la década de 1840 por un grupo conocido como la escuela de fisiólogos de Berlín. Entre sus miembros se encontraban pioneros como Hermann von Helmholtz, Ernst Heinrich Weber, Carl F. W. Ludwig y Johannes Peter Müller.
A William T. Bovie (1882-1958) se le atribuye el liderazgo del desarrollo posterior del campo a mediados del siglo XX. Fue líder en el desarrollo de la electrocirugía.
A principios del siglo XX, Darcy Thompson publicó su obra magna, On Growth and Form (Sobre la forma y el Crecimiento) , en la que mostraba cómo los complejos procesos implicados en el desarrollo de la forma embrionaria podían explicarse mediante principios físicos y matemáticos sencillos, inspirándose, por ejemplo, en la física de los musgos. Durante el siglo XX, la teoría del vitalismo cayó en desuso, y el objetivo general de la biofísica fue caracterizar los organismos vivos mediante técnicas físicas y químicas. Tras la Segunda Guerra Mundial, varios investigadores, sobre todo de la Universidad de Cambridge, revolucionaron la biofísica, utilizando, por ejemplo, la cristalografía de rayos X para descubrir la estructura del ácido desoxirribonucleico (ADN) (James Dewey Watson, Francis Crick, Maurice Wilkins y Rosalind Franklin), los tres primeros galardonados con el Premio Nobel de Fisiología o Medicina en 1962 por este descubrimiento), la electrofisiología para descubrir la propagación del potencial de acción en los nervios (Alan Lloyd Hodgkin y Andrew Huxley, galardonados con el Premio Nobel de Fisiología o Medicina en 1963), o el papel de los procesos químicos en la formación de patrones en el embrión  (Alan Turing en 1952)
La popularidad del campo aumentó cuando se publicó el libro ¿Qué es la vida? de Erwin Schrödinger. Desde 1957, los biofísicos se han organizado en la Sociedad de Biofísica que ahora cuenta con unos 9.000 miembros en todo el mundo.
Algunos autores, como Robert Rosen, critican la biofísica por considerar que el método biofísico no tiene en cuenta la especificidad de los fenómenos biológicos.

## Enfoque como subcampo
Mientras que algunas facultades y universidades tienen departamentos dedicados a la biofísica, normalmente a nivel de postgrado, muchas no tienen departamentos de biofísica a nivel universitario, sino que tienen grupos en departamentos relacionados como bioquímica, biología celular, química, informática, ingeniería, matemáticas, medicina, biología molecular, neurociencia, farmacología, física y fisiología.  Dependiendo de los puntos fuertes de un departamento de una universidad, se dará un énfasis diferente a los campos de la biofísica.  Lo que sigue es una lista de ejemplos de cómo cada departamento aplica sus esfuerzos al estudio de la biofísica. Esta lista no es exhaustiva. Tampoco cada tema de estudio pertenece exclusivamente a un departamento en particular. Cada institución académica establece sus propias normas y hay mucho solapamiento entre departamentos. 
- Biología y biología molecular - Regulación génica, dinámica de proteínas individuales, bioenergética, patch clamping, biomecánica, virofísica.
- Biología estructural - estructuras de resolución Ångstrom de proteínas, ácidos nucleicos, lípidos, carbohidratos y complejos de los mismos.
- Bioquímica y química - estructura biomolecular, siRNA, estructura de ácidos nucleicos, relaciones estructura-actividad.
- Informática - Redes neuronaless, bases de datos biomoleculares y de fármacos.
- Química computacional - dinámica molecular simulación, molecular docking, química cuántica.
- Bioinformática - alineamiento de secuencias, alineamiento estructural, predicción de estructuras proteicas
- Matemáticas - teoría de grafos/redes, modelado de poblaciones, sistemas dinámicos, filogenética.
- Medicina - investigación biofísica que hace hincapié en la medicina. La biofísica médica es un campo estrechamente relacionado con la fisiología. Explica diversos aspectos y sistemas del cuerpo desde una perspectiva física y matemática. Algunos ejemplos son la dinámica de fluidos del flujo sanguíneo, la física de los gases en la respiración, la radiación en el diagnóstico/tratamiento y mucho más. La biofísica se imparte como asignatura preclínica en muchas facultades de medicina, principalmente en Europa.
- Neurociencia - estudio de redes neuronales tanto experimental (corte cerebral) como teórico (modelos informáticos), permitividad de membranas.
- Farmacología y fisiología - canalómica, electrofisiología, interacciones biomoleculares, membranas celulares, policétidos.
- Física - negentropía, procesos estocásticos, y el desarrollo de nuevas técnicas científicass físicas e instrumentación, así como su aplicación.
- Biología cuántica - El campo de la biología cuántica aplica la mecánica cuántica a objetos y problemas biológicos. Decoherencia isómeros para producir sustituciones de bases dependientes del tiempo. Estos estudios implican aplicaciones en computación cuántica.
- Agronomía y agricultura

Muchas técnicas biofísicas son exclusivas de este campo. Los esfuerzos de investigación en biofísica suelen ser iniciados por científicos que eran biólogos, químicos o físicos de formación.